# Sub-Culture
Singles de New Order
The Perfect Kiss
(1985) Shellshock
(1986)
Sub-culture est le dixième single produit par le groupe New Order en octobre 1985 qui figure sur l'album Low-Life en une version différente. 

## Historique
La mélodie en est accrocheuse, et la production électronique préfigure les futures productions de deep house américaine. Cette chanson influencera tout particulièrement le style des Pet Shop Boys. New Order décide de la publier en maxi-single et, pour ce faire, commande un remix au producteur John Robie. Il en résultera une version controversée, très influencée par l'Euro-Disco, qui enlèvera une bonne partie de la magie de la version originale. À tel point que Peter Saville, le designer attitré de New Order, horrifié par ce remix, refusera purement et simplement d'en concevoir la pochette. Le maxi Sub-Culture sortira donc en septembre 1985 sous une pochette de type DJ copy mais connaîtra néanmoins un gros succès dans les clubs et les discothèques. Les différentes versions enregistrées en concert fin des années 2010 reprendront pour bonne partie la structure de ce remix.
On retrouve divers éléments mélodiques de la chanson dans "Les matins de Paris" de Teki Latex et Lio.
Stop Modernists featuring Chris Lowe en fera une reprise en 2011.